# گز روغن
گَز روغَن (Moringa) یا گز رخ یا مورینگا نام گونه‌ای گیاه است از تیره گزروغنیان.
گزروغنیان (Moringaceae) تیره‌ای از کلم‌سانانِ غالباً درختی شامل سیزده گونه با برگ‌های مرکب و میوهٔ پوشینهٔ نیام‌مانند هستند.
خانواده گزروغنیان تیره کوچکی از گیاهان گلدار جداگلبرگ و فقط شامل یک جنس بنام گز روغن مرکب از معدودی انواع درختی است غالب آن‌ها در نواحی گرم و مرطوب مانند عربستان، هند، هیمالیا، برمه و استان‌های جنوبی ایران (سیستان و بلوچستان و هرمزگان) مشاهده شده‌است. از مشخصات این گیاه این است که برگهایی شانه ایی مضاعف با تقسیمات بیشتر که مرکب از برگچه‌های کوچک و متقابل و گل‌هایی با اجزای ۵ قسمتی دارند میوه آن‌ها به صورت کپسول دراز و نیام مانند محتوی دانه‌هایی به اندازه مغز پسته تا ۱۵ و گاهی بیشتر و با جنین راست و مجاوری ترشحی برخی از گونه‌های این خانواده از انواع دارویی و صمغ تولید می‌نمایند. از دانه‌های برخی از این گونه‌ها روغن استخراج می‌شود.

## گونه‌ها
تیره گزروغنیان حدود ۱۴ گونه دارد که تعدادی از گونه‌های این خانواده عبارت‌اند از:

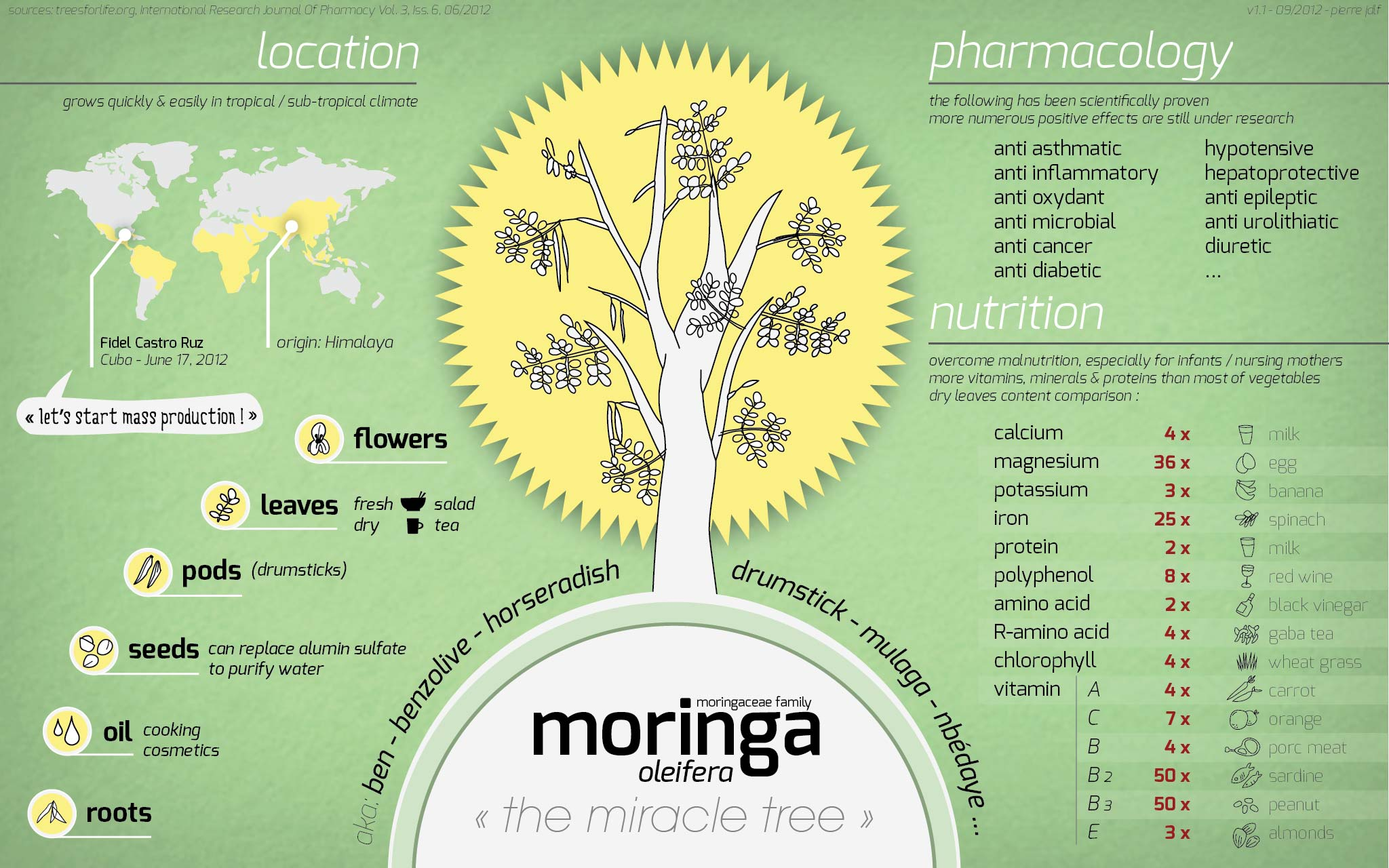
دانه‌های روغنی گز روغن

Moringa arborea
Moringa borziana
Moringa concanensis
Moringa drouhardii
Moringa hildebrandtii
Moringa longituba
Moringa oleifera
Moringa ovalifolia
Moringa peregrina
Moringa pygmaea
Moringa rivae
Moringa ruspoliana
Moringa stenopetala

## موارد استفاده
- روغن: بذرهای جمع‌آوری شده پس از جداسازی پوست از مغز به‌طور کلی له می‌شوند و پس از له شدن در داخل دیگی ریخته و آب به آن اضافه می‌شود و در معرض حرارت آتش قرار گرفته و محلول به دست آمده بدون وقفه هم زده می‌شود. روغن موجود در بذرها در اثر حرارت در سطح آب قرار می‌گیرد و به وسیله قاشق جمع‌آوری می‌شود. عملکرد تولید روغن به روش سنتی بیش از ۲۰ درصد برآورد شده‌است و در صورت استفاده از روش‌های مناسب و مکانیزه روغن‌گیری این عملکرد تا ۴۰ درصد قابل افزایش است. روغن به دست آمده مایع و درجه انجماد آن بسیار پایین و به ندرت فاسد می‌شود. علاوه برارزش خوش‌خوراکی و استفاده در طبخ غذا در صنعت نیز برای جلاکاری، عطرسازی، روغن‌کاری چرخ دنده‌های ساعت‌های دیواری، مچی و چرخ‌های خیاطی و ماشینهای مکانیکی ظریف و چرخنده دار کاربرد دارد.
- برگ و شاخه، میوه و پوست و تفاله میوه علوفه مناسبی برای دامهایی نظیر بز و گوسفند است.
- گل‌های آن برای پرورش زنبورعسل و تهیه عسل دارویی بسیار مناسب است.
- ساقه درخت صمغی ترشح می‌کند که سفید بوده و در برابر هوازدگی به رنگ قهوه‌ای قرمز یا قهوه‌ای مایل به سیاه در می‌آید و در چارچوب نقش و نگار روی پارچه پنبه‌ای یا چیت مورد استفاده قرار می‌گیرد.
- عصاره حاصله از جوشانده برگ در دباغی پوست و آماده‌سازی مشک آب و دوغ استفاده می‌شود.
- چاشنی و ادویه‌ای که از ریشه درخت تهیه می‌شود به هضم غذا کمک بسیاری می‌نماید.
- پوست تنه گیاه ضد جَرَب است و در درمان خارش مورد استفاده قرار می‌گیرد.
- جوشانده پوست و ریشه به صورت حمام گرم و کمپرس محلول گرم برای رفع اسپاسم یا انقباض عضلانی مفید است.
- برگ‌های گیاه به عنوان مدر و دارای اثرات دارویی شبیه آدرنالین برای درمان سوزاک بسیار مفید است.
- از گل‌های آن برای دفع انگل، معالج تورم و جلوگیری از بزرگ شدن پروستات استفاده می‌شود.
- از میوه نارس به عنوان سم استفاده می‌شود.
- برای این که درختچه‌ای زیبا و با شاخه‌های بلند و گل‌های سفید و میوه‌های تشکیل و منحصر به فرد است بنابراین برای کشت در پارک‌ها، بلوارهای شهری می‌تواند کاربرد داشته باشد.